# Пјеве Фошана
Пјеве Фошана (итал. Pieve Fosciana) је насеље у Италији у округу Лука, региону Тоскана.
Према процени из 2011. у насељу је живело 1785 становника. Насеље се налази на надморској висини од 359 м.

## Становништво
Према резултатима пописа становништва 2011. у општини је живело 2.418 становника.
| 1931. | 1936. | 1951. | 1961. | 1971. | 1981. | 1991. | 2001. | 2011. |
| ----- | ----- | ----- | ----- | ----- | ----- | ----- | ----- | ----- |
| 3.004 | 2.911 | 2.999 | 2.754 | 2.492 | 2.501 | 2.440 | 2.367 | 2.418 |